# یاکاداگودا
یاکاداگودا (به لاتین: Yakadagoda) یک منطقهٔ مسکونی در سری‌لانکا است که در استان مرکزی (سری‌لانکا) واقع شده‌است.